# ドロアワモチ
ドロアワモチ（泥粟餅）は、収眼目ドロアワモチ科に分類される腹足類である。日本（あるいは中国大陸沿岸、シンガポールまで）の温暖な地域に分布し、汽水域の泥質干潟に生息する。ナメクジの触角を短くし、体を丸く平たくしたような外見をしている。
日本産の個体は香港産の標本をタイプとして記載された Onchidium hongkongensis [honkongense] と同種とされることもあるが、分類研究が不十分な面があって2007年公表の環境省レッドリストでは「Onchidium sp.1」 （「ドロアワモチ属の一種その1」の意）、2012年公表の同リストでは「Onchidium sp. A」 （「ドロアワモチ属の一種A」の意）、長崎県レッドデータブック2011では Onchidium cf. hongkongense となっており一定しない。
標準和名は、泥まみれで顆粒に覆われた饅頭形の姿が粟餅（もちアワで作った餅）に似ることに由来し、属名 Onchidium は ギリシア語の onkos (όγκος: 腫瘍・塊）に小ささを表す接尾辞 -idium を付したもの、hongkongense は「香港に産する」の意の形容詞で、タイプ産地の香港に因む。なお原記載での学名は Onchidium hongkongensis で、しばしばそれが踏襲されるが、属名の Onchidium は中性であるため種小名も hongkongense と中性形するのが正しい。

## 種の概要

### O. hongkongensisの原記載
上述のとおり原記載での学名は Onchidium hongkongensis であるが、属名の Onchidium は中性であるため種小名も hongkongense と中性形するのが正しい。
Onchidium hongkongensis Britton, 1984. pp.188-190, figs. 6-7.
タイプ標本は全てロンドン自然史博物館に所蔵されている。
- ホロタイプ：登録番号 1982290（Professor B. Morton 採集、"Hong Kong" 産、長さ17mm×幅15mm）
- パラタイプ：登録番号 1982291（5個体：寸法以外は同上）、登録番号 1982292（10個体：Miss M. Yipp 採集、Tai Tam Bay 産）

### 形態
体長30mm前後の長楕円形。背面は全体に低く盛り上がり、多数の鈍く尖った突起がある。突起の一部は1から数個の背眼を備えた「担眼突起」と呼ばれる伸縮性の突起で、背面全体に10個前後散在し、その眼は周囲の明るさを感じることができる。腹面は平坦で、大部分が足である。頭部には触角が1対あり、その先端には眼がある。器官の体外開口部は全部で5箇所あり、口（頭部下面）・肛門（後端）・呼吸孔（肛門の後方）・雌性生殖孔（肛門のすぐ右側）・雄性生殖孔（右触角の左前方）がそれであるが、雌雄の生殖孔は小さく目立たない。

### 分布
南日本から香港、シンガポールにかけの暖流域沿岸に分布する。学名にある"hongkongensis"は「香港に棲む」という意味で、タイプ産地が香港であったことに由来する。日本では紀伊半島・対馬以南の暖流の影響が強い地域に生息地が点在している。ただしこのグループの研究は不十分であるため、より広い分布をしている可能性もあり、逆に分布域のものが複数の種に分けられる可能性もある。
なお有明海には近縁種のヤベガワモチとセンベイアワモチが分布しているが、ドロアワモチは有明海での記録がない。

### 生態
内湾や河口などの汽水的な泥干潟周辺に棲み、デトリタスを食べている。雌雄同体で夏季に螺旋状の卵塊を産む。

## 特徴
以下には日本産のドロアワモチを Onchidium hongkongense と見做して記述しているが、実際には日本産のものは香港産のものとよく似た別種である可能性があることにも留意しなければならない。

### 形態
タイプ産地である香港産のものについての報告に基づき、いくつかの特徴を以下に記すが、詳細は原著を参照のこと。

#### 全体
成体は体長30mm・幅20mm前後の楕円形だが、体は柔軟で伸縮するため大きさや縦横の比率はある程度変化する。生きた個体の背面は灰褐色から淡褐色もしくは暗褐色で、そこに不規則な黒色小斑点が散らばる。個体によっては黒い稲妻状の斑点が入ったり、2本の縦の淡色帯が見られるものもあり、外縁は橙色で縁取られるのが一般的である。ただし実際には表面に泥が付いているために、周囲の泥と同じような色に見える場合が多い。腹面は明るい黄灰色から淡褐色もしくは暗褐色。ホルマリンなどで固定された標本は淡灰色に見える。

#### 背面
貝殻はなく、背は中心に向けて緩やかに盛り上がる。表面には細かい顆粒が密布するとともに大小の突起が多数あり、そのうちの10個前後は担眼突起と呼ばれ、レンズを備えた背眼が備わっており周囲の明るさを感じることができる。通常は一つの担眼突起に3方向を向いた3個の背眼が集まっていることが多いが、1-2個しかない場合や、逆に大型個体では5-6個の背眼が集まった突起をもっている場合もある。突起は短いながらも潜望鏡のように伸縮し、活発に活動している時は伸びて高くなり、外敵などの刺激を受けると穴に引っ込み周囲の肉や小突起に埋もれて見えなくなる。
これら背面突起の配列は一見不規則だが、ある程度の傾向があり、特に大きな担眼突起は正中線とその左右の3本のライン上に配置されることが多い。このうち背面中央付近にある1個の担眼突起は特に大きく、生時はひときわ高く聳え立ち、左右の突起の並びは折れ曲がった縦の襞になって"山脈"のように見えることも多い。腹面は平坦。淡い黄褐色から暗褐色の腹足は体幅よりやや狭い程度で、腹面のほとんどを占める。

#### 頭部
頭部は小さいが活動時には外套より少し前方に出て伸縮する触角が2本突き出しており、その先端に眼がある眼柄なっている。右触角の左前方には雄性生殖孔があり、頭部直下には口吻がある。歯舌は中央に位置する1個の中歯とその左右にそれぞれ70個以上ある側歯からなり、これを1列として前後に50-70列以上が並んでいる。中歯は3歯尖（先端が三叉状）で小さく、側歯は大きい主歯尖と小さい側歯尖の2歯尖をもつ。

#### 内部形態
体腔内は広いが、大きな咀嚢や消化腺などの消化器官で大部分が占められている。腸の走り方は分類に役立つ形質の一つとされ、本種では「タイプII」と呼ばれる型で、胃から出た腸は後方に向かったあと一旦前方に向かって逆走し、逆S字形にループしたあと再び先の逆走部の外縁に沿って後方に向かい肛門に達する。肛門は体の後端に開口する。
囲心腔は体腔の右後角にあり、腎臓と肺は体腔後縁部に沿うように位置してほぼ左右対称。呼吸孔は後端で肛門の後方に開口する。

#### 生殖器
生殖腺は右後端付近にあり、両性輸管、蛋白腺、螺状腺、輸卵管、交尾嚢などの生殖器官とともに複雑かつコンパクトに纏まっている。ここから短い輸卵管と膣を経て雌性生殖孔が肛門のすぐ右側に開口する。この開口部から前方へは細い産卵溝（ spawn groove ）が外套下面の表面を外套と腹足の間に沿って走り、頭部の右側の口付近まで達している。
輸精管は雌性生殖孔開口部近くで体壁内に入り、体壁内に埋もれたまま前述の産卵溝に沿うように前走して頭部前端に達し、雄生殖孔付近で改めて体腔内に出る。輸精管の体腔内の部分は非常に長く、何重にももつれた紐のように屈曲したあと後方に向かって陰茎に移行する。陰茎には牽引筋が付いており、一方の端は体腔の後部内壁に付着している。陰茎は牽引筋付着点で屈曲し前走して生殖孔に向かう。陰茎前走部では内側の一定区間に微小な棘状突起を複数もち、生殖孔の手前付近では周囲に筋肉質の陰茎鞘をもつ。
雄性生殖孔の開口部直前では陰茎よりも大きく目立つ陰茎腺（penial gland）と呼ばれる長い盲管（先端が行き止まりの管）が合流している。陰茎腺の盲端部は細く非常に長い腺質部から成っているが、合流部手前には筋肉鞘に囲まれて著しく太ましい部分があり、合流部に向かって再び細くなる。この細い部分の内部には penial gland style （'陰茎腺針'）と呼ばれるクチクラ質の針状構造物をもつ。この針状物は中空で、根元はやや太く膨らんで内壁に固定されており、生殖孔の方向に緩やかに細まり、先端で多少広がって斜めに裁断状に開口する。
雄性生殖孔は右触角の左前方付近にあるが、ときに触角直下付近にあるなど、多少の変異がある。

### 生態
内湾や河口の汽水域に広がる干潟に生息する。おもに潮間帯上部から満潮線付近にかけての軟泥質の区域に生息するが、泥に薄く覆われた砂礫地帯や転石地帯で見られることもある。同所的にはアマガイ、ウミニナ、フトヘナタリ、ヘナタリ、カワアイ、チゴガニ、ハクセンシオマネキ、ユビアカベンケイガニなどが見られる。広大な干潟があっても、本種の生息地はその中のごく一部であることが多い。また冬は冬眠するため、干潟上には出てこなくなる。
満潮時はハクセンシオマネキなどカニ類の巣穴、または岩石の下などに隠れているが、干潮時に干潟に這い出てくる。泥の上を這いながら、デトリタスやプランクトンを泥ごと摂食し、同時に太さ数mmの糞をする。このため這い跡には糞が紐状に細長く残され、生息を確認する有力な手がかりとなる。
雌雄同体だが、他の個体と交尾して夏季に産卵する。このグループは孵化直後は1巻きほど巻いた貝殻と蓋を持つが、ほどなくして貝殻を脱ぎ捨て無殻となる。沖縄県伊是名島の個体群では、成長とともに棲みかを変え、寿命は約3年と推定されている。

## 人間との関係

### 利用
イソアワモチとちがい食用に利用されることは少ないが、沖縄地方ではドロアワモチ科の貝類を総称して「ホーミー」もしくは「ホーミ」と呼び、伊是名島では味噌炒めなどにして祝いの席に出す伝統があるという。

### 保全
- 絶滅危惧II類 (VU)（環境省レッドリスト）

- 県別レッドリスト
  - 絶滅危惧I類 - 愛媛県（2003）[8]・長崎県（2011）[9]・熊本県（2009）[10]
  - 準絶滅危惧 - 沖縄県（2005）[11]

2000年頃には日本本土では絶滅したのではないかという説もあったが、その後は各地で調査が進み、南日本の各地に生息地が点在することが明らかになった。しかし生息地・個体数とも少なく、沿岸域の埋立や環境汚染などで個体数が減少している。日本の環境省が作成した貝類レッドリストでは2007年版で「絶滅危惧II類（VU）」として掲載された。

## 類似種
以下には日本近辺に見られるドロアワモチに類似したものを挙げたが、世界には外見の似た種類が更に多く知られる。
- イソアワモチ類 （Peronia spp.）（「spp.」は「複数種」を示す略号）には大きさや背面突起などがドロアワモチに似たものがあるが、背面後部に表面の突起が伸びて樹枝状になった二次鰓が多数あることでドロアワモチと区別できる。この二次鰓は薬品固定で収縮した標本でも普通は明瞭に見える。生時の色合いはドロアワモチより緑がかるものが多い。生息環境も異なり、直接海水の影響がある礫地や岩礁などに棲むことが多い。
- ヤベガワモチ（Onchidium sp. 2）は有明海や八代海などの九州沿岸域や朝鮮半島に分布するとされる大型種で、最初に有明海に注ぐ矢部川の河口で見つかったためにこの名がある。当初はヤベカワモチとされたが、2012年公表の第4次環境省レッドリストでヤベガワモチに変更された。ドロアワモチと同属に分類されていて、基本的な特徴はドロアワモチに良く似るが、より大型になり、背面は全体に黒く斑紋がなく頭部も黒っぽいことで区別される[3]。環境省レッドリスト（2007・2012）では絶滅危惧I類とされている。
- ジャコテンアワモチ（Onchidium sp. ？）は愛媛県愛南町の御荘湾（みしょうわん）から報告されたもので、ドロアワモチに大変よく似ているが、背面のイボ状突起が小さいために全体には滑らかに見え、長さ45mm、幅30mmほどで輪郭がより丸く、背面は高く盛り上がって高さが25mmほどになりドロアワモチよりも体高があることで区別できるとされる[12]。しかし、その後の遺伝的解析によりドロアワモチの種内変異である可能性が示唆されている[13]。
- キボシアワモチ（Paraonchidium fungiforme）やヒメキボシアワモチ（Paraonchidium keiense）は背面後部に二次鰓がなく、イボ状突起がやや目立つことがあるなどドロアワモチと共通の特徴もあるが、色合いや生息環境はイソアワモチに似ており、内部形態では生殖器に陰茎腺がないことでドロアワモチと区別される。2種とも環境省レッドリスト（2012年）で絶滅危惧II類（VU）とされている。
- ゴマセンベイアワモチ（Platyvindex sp. 1）やセンベイアワモチ（Platyvindex sp. 2）はドロアワモチと同じような環境に見られることがあるが、小型であること、輪郭がより円形なこと、背面の突起が全体に細かくてドロアワモチのような大きな突起がないことなどから外見上で区別でき、内部形態では生殖器に陰茎腺がないことで大きく異なる。前者は沖縄地方に分布し、環境省レッドリスト（2007年）で準絶滅危惧に、後者は本土に分布し同リストで絶滅危惧I類とされている。